# Huta Durian
Huta Durian is een bestuurslaag in het regentschap Serdang Bedagai van de provincie Noord-Sumatra, Indonesië. Huta Durian telt 706 inwoners (volkstelling 2010).